# Carmelit
El Carmelit (en hebreo: כרמלית‎) es un sistema de transporte público metropolitano subterráneo, localizado en Haifa, Israel. Este sistema interconecta las tres áreas centrales de la ciudad: HaIr HaTachtit, distrito financiero de la ciudad; Hadar y Carmel Mercazí, en la cima del Monte Carmelo.
El Carmelit, que cuenta con solo seis estaciones, se trata de un funicular sobre neumáticos subterráneo de vía única, con una corta sección de dos vías, para permitir que dos trenes recorran las estaciones repartidas en un túnel de 1800 metros, siendo así el sistema de metro más corto del mundo. El funcionamiento es totalmente automatizado y controlado a través de un ordenador central.
Sus obras comenzaron en mayo de 1956 y finalizaron en marzo de 1959. Fue inaugurado por el primer ministro David Ben Gurión en octubre de ese mismo año. Cerrado para reformas de renovación en 1986, fue reabierto en septiembre de 1992. El origen del nombre del Carmelit se debe a que realiza su recorrido en el interior del Monte Carmelo, lugar donde se erigió la ciudad de Haifa. Su administración es controlada por la Carmelit Haifa Ltd.

## Historia

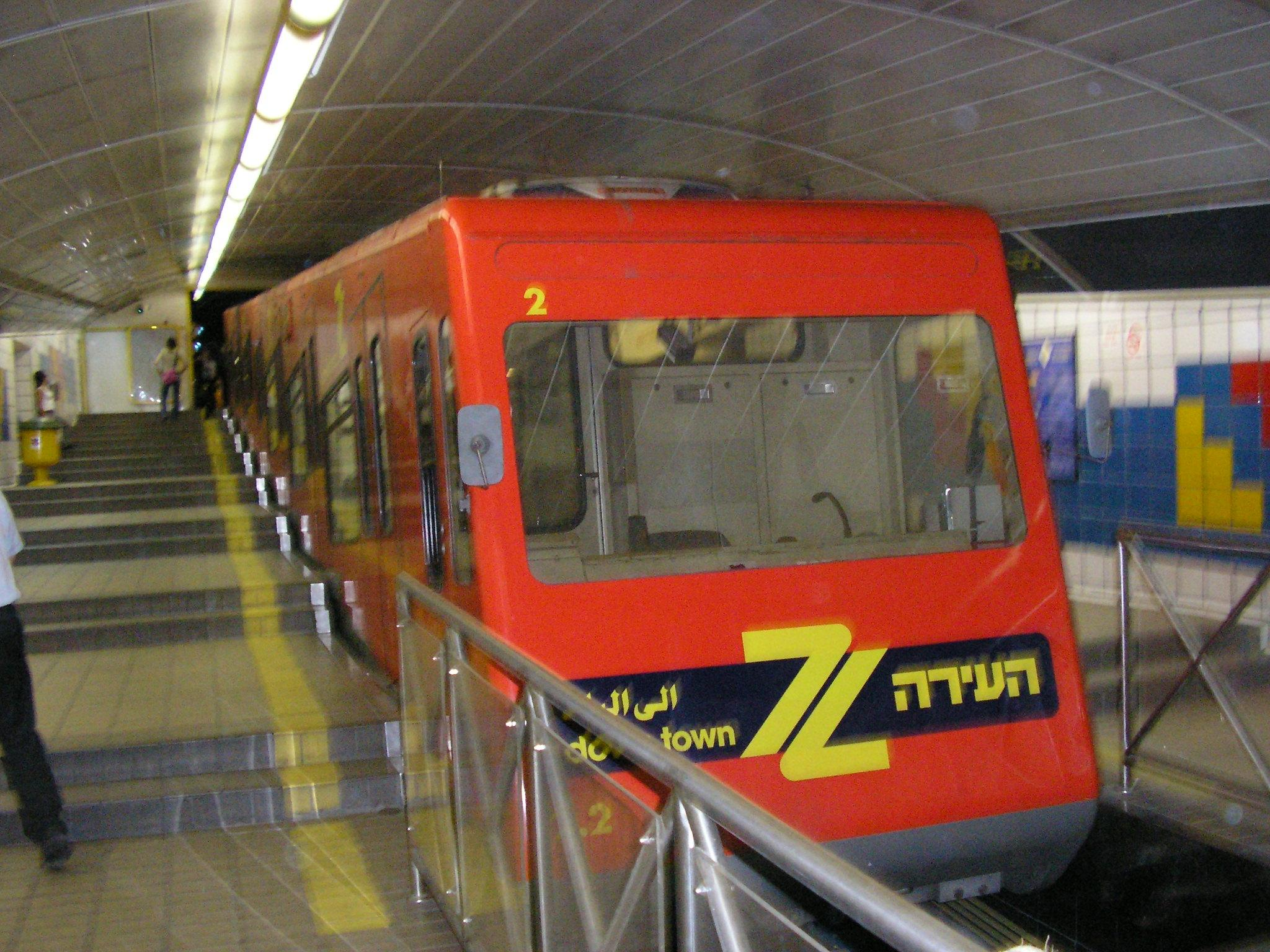
Vista frontal de un carro antiguo del Carmelit antes del incendio de 2017.

Como gran parte de las construcciones de Haifa, el Carmelit fue edificado a lo largo de las laderas del Monte Carmelo. La línea de metro asciende y desciende de la montaña en su cara norte y se enfrenta a un declive significativo, ya que la diferencia de altitud entre las dos estaciones terminales es de 274 metros en un viaje relativamente corto de 1800 metros y una pendiente media de 15%, para recorrer sus 6 estaciones, siendo así el transporte subterráneo más pequeño del mundo.
Para superar este difícil terreno, el metro fue diseñado como una especie de funicular subterráneo de una sola línea, con una corta sección de dos líneas entre las estaciones HaNevi'im y Metzada, lo que permite desviar una de las formaciones para dar paso a la otra.
Los coches son conducidos por un cable de acero, las formaciones y las estaciones son inclinadas, y sus andenes escalonados se encuentran frente a los accesos de los vagones. A medida que la pendiente varía ligeramente durante el trayecto (mínimo: 8°, máximo: 17° con respecto a la horizontal), el piso de cada tren nunca queda horizontal, sino que tiende más bien a quedar ligeramente inclinado hacia adelante o hacia atrás de la pendiente.
La formación al detenerse en cada estación permite a los pasajeros bajar hacia ambos lados del vagón. Sus puertas no abren de forma automática, sino a través de la presión de un botón manipulado por el propio pasajero, ubicado entre las puertas, tanto para entrar como para salir del coche.
La conducción es totalmente automatizada. El sistema es administrado por ordenadores especialmente diseñados. Incluso ajusta el espaciamiento de las formaciones leyendo los datos de los molinetes, reduciendo o ampliando los tiempos de acuerdo al movimiento de pasajeros. 
Durante la Segunda Guerra del Líbano entre Israel y la organización terrorista Hezbolá, entre julio y agosto de 2006, las estaciones del "Carmelit" sirvieron como refugios antiaéreos, estando accesibles durante las 24 horas del día.
El 4 de agosto de 2017 el Carmelit sufrió un incendio en la estación Paris Square que destruyó uno de los carros y obligó a cerrar el sistema durante más de un año para realizar remodelaciones y construir nuevos carros por parte de Doppelmayr. Fue reabierta al público el 4 de octubre de 2018, ocasión en la que fueron renombradas 3 estaciones: Gan HaEm pasó a llamarse Carmel Center, Solel Boneh pasó a ser Hadar-City Hall, y Paris Square pasó a ser Downtown, mientras que Bnei Zion retornó a su nombre original de Golomb.

## Estaciones

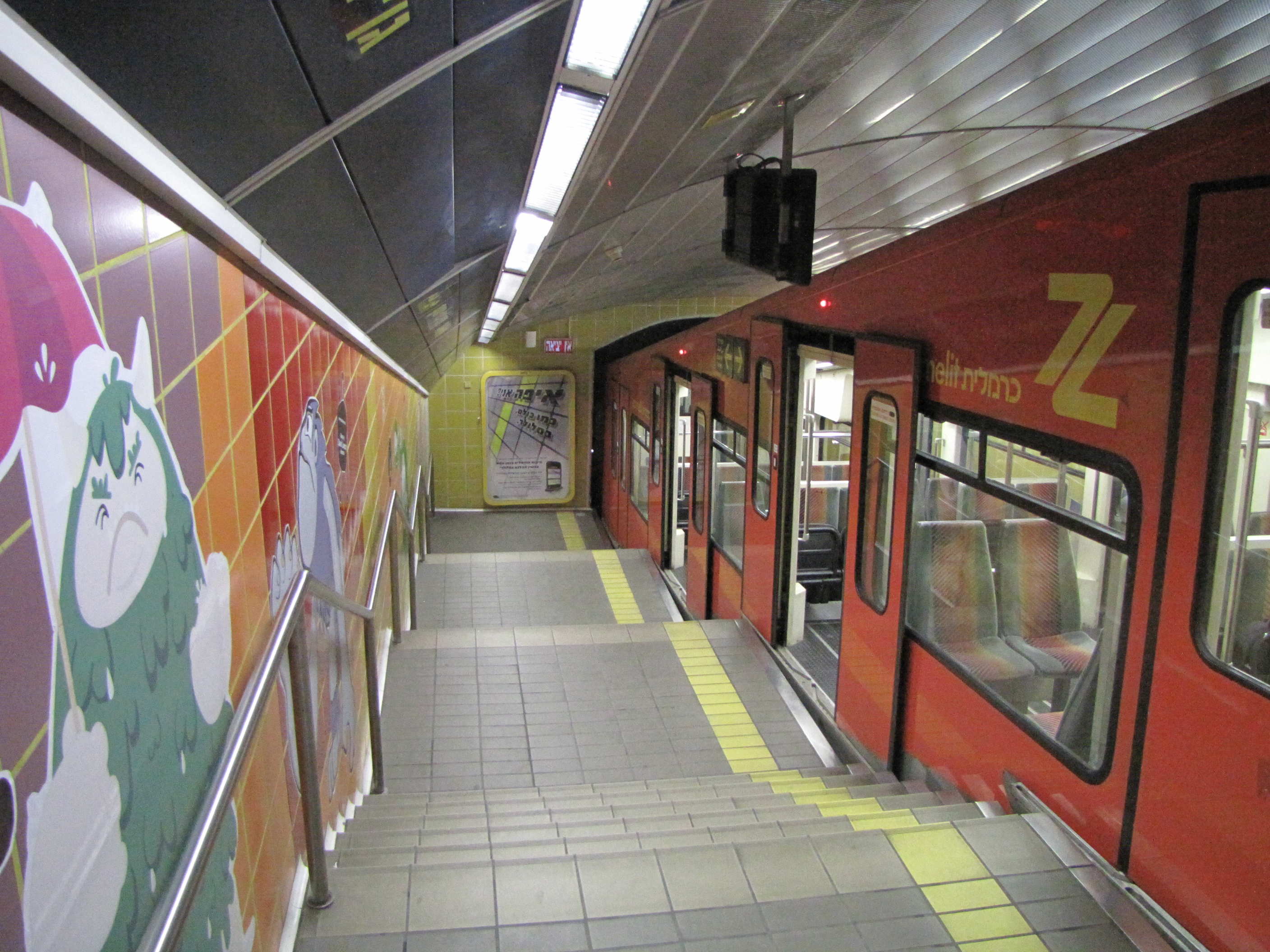
Andenes escalonados.

### Descripción general de las estaciones
Las seis estaciones del "Carmelit", están realizadas con coloridos azulejos cerámicos. Los nombres de las estaciones están escritos en tres idiomas (hebreo, inglés y árabe) en placas a ambos lados de cada estación. El ingreso a las formaciones en las estaciones terminales siempre se hace desde la plataforma situada en el lado este de la estación (a la derecha en la estación "Gan HaEm", a la izquierda cuando en la estación "Kikar Pariz"), el descenso de los vagones siempre se realiza hacia el lado oeste, con la excepción de las estaciones "Bnei Zion" y "Metzada", donde se produce la entrada y salida hacia la misma orientación, la plataforma oeste.
Las estaciones están equipadas con tableros electrónicos de anuncios, suspendidos sobre las plataformas, con informes variados como la hora, el intervalo de tiempo hasta la llegada de la próxima formación, el pronóstico del tiempo, breves resúmenes de noticias e información interna del "Carmelit".
Todas las estaciones están equipadas con escaleras mecánicas.

### Estaciones en orden descendente
| Estación        | Nombre en hebreo | Ubicación y descripción | Altura (m s. n. m.) | Entrada | Andenes |
| --------------- | ---------------- | --- | ------------------- | ------- | ------- |
| Carmel Center   | מרכז הכרמל       | Ubicada en el barrio del Centro Carmelo, adyacente al Zoológico de Haifa, un paseo panorámico, el Auditorio de Haifa y varias tiendas y hoteles. Hasta 2018 la estación era conocida como Gan HaEm (גן האם). | 237                 |         |         |
| Golomb          | גולומב           | La estación fue conocida bajo el nombre "Golomb"; en 2003 fue renombrada como "Bnei Zion" (Hijos de Zion, בני ציון) y retornó a su nombre original en octubre de 2018. Ubicada en la calle Golomb, cerca del Hospital Bnei Zion (Rothschild) y el Centro Mundial Bahaí. | 194                 |         |         |
| Masada          | מסדה             | Parte superior de Hadar HaCarmel: cerca de las calles Massada y Nordau, con galerías, tiendas de antigüedades, cafés y restaurantes en sus alrededores. Cerca al museo de ciencias. Hasta 2018 la estación poseía el nombre de "Massada" (en hebreo: מצדה‎), con una sola S. | 118                 |         |         |
| Hanevi'im       | הנביאים          | Hadar HaCarmel: cerca de las calles HaNevi'im, Herzl y HeHalutz, rodeadas de tiendas y oficinas. Cercana al museo de Haifa. Combinación con: Línea 3 del Metronit | 70                  |         |         |
| Hadar-City Hall | הדר עירייה       | Cerca de la torre HaNevi'im, el parque HaAtzmaut, y el ayuntamiento de la ciudad. Hasta 2018 la estación era denominada Solel Boneh (סולל בונה). | 63                  |         |         |
| Downtown        | עיר תחתית        | Se encuentra en el centro de la parte baja de la ciudad, cerca de edificios gubernamentales y los juzgados, HaAtzmaut Street, a corta distancia de la Estación Central de Ferrocarriles de Haifa. Hasta 2018 la estación era conocida como Plaza París (Paris Square, כיכר פריז). Combinación con: Líneas 1 y 2 del Metronit, Haifa Center HaShmona Railway Station y Port of Haifa. | 12                  |         |         |

## Datos de interés
- Número de líneas: 1
- Número de estaciones: 6
- Número de Servicio Técnico: 1 (en "Kikar Pariz," ella es "Plaza de París").
- Número de trenes de la línea: dos trenes de dos coches cada uno.
- La reserva (el depósito) es siempre  un tren compuesto por dos coches.
- Funcionamiento: metro funicular. Los trenes son conducidos por cables, puestos en marcha por rodillos especiales desde la estación superior. Los trenes no se pueden mover independientemente uno del otro.
- Cable de tracción: 53 mm de diámetro, romper la tensión de 175 toneladas.
- Diámetro del eje de tracción - 5,5 metros.
- Tiempo de recorrido total: 6-8 minutos.
- Tiempo de espera en las estaciones intermedias: unos 10 segundos.
- Tiempo de espera en las estaciones terminales: entre uno y dos minutos.
- Tiempo de trayecto entre estaciones: cerca de 45 segundos.
- Longitud de túnel:
  - 2000 metros, incluyendo la estación.
  - 1803 metros, sin incluir las estaciones terminales.
- Ancho máximo del túnel: 3,30 m; en el lugar de doble vía: 6,60 m
- Altura máxima del túnel: 4,21 m
- Desnivel:
  - Entre estaciones terminales: 274 metros
  - Entre los extremos del túnel: 268 metros
- Ángulo medio de inclinación del túnel: 8° con la horizontal.
- Ángulo máximo de inclinación del túnel: 17,5° con la horizontal.
- Profundidad media de los andenes de viajeros a nivel del suelo: 16 metros.
- Profundidad del túnel bajo la superficie: entre 5 a 30 metros.
- Mayor velocidad del tren: 28 km/h.
- Escriba de la pista - el tren europeo.
- Total de vehículos de la línea: 4.
- Longitud del tren: 2 coches o 33 metros.
- Peso de cada vehículo: 40 toneladas.
- Características especiales de los vehículos:
  - En los coches hay montadas cámaras de vigilancia, cuya señal va a monitores en la cabina y a la sala de control.
  - Los coches disponen de aire acondicionado.
- La capacidad de pasajeros en cada tren (2 coches): 400
- Pasajeros: 600.000 personas por año (2011).
- Control de la línea: Sistema informatizado y centralizado desde la sala de control, ubicado en la estación HaGan-Em. En cada tren hay un ingeniero para llevar a cabo controles, pero no conduce el tren.
- La producción de vagones y la instalación del sistema de transporte fue-realizada por la compañía suiza Von Roll en 1992.
- Seguridad:
  - Todas las estaciones y los trenes están bajo constante vigilancia por video;
  - Los guardias en la entrada de las estaciones inspeccionan a todos los pasajeros y sus equipajes;
  - Después de cada viaje el ingeniero inspecciona los coches en busca de cosas sin dueño;
- Tarifa: el precio es igual al de los autobuses interurbanos, regulado por la ley, alrededor de US$ 1.2. Hay descuentos para personas mayores, niños, estudiantes, soldados, así como para entradas múltiples.
- Horarios de atención:
  - De domingo a jueves: 6:00 a 22:00
  - Viernes y vísperas de fiesta: 6:00 a 15:00
  - Sábados y días festivos: Cerrado

### Galería de imágenes

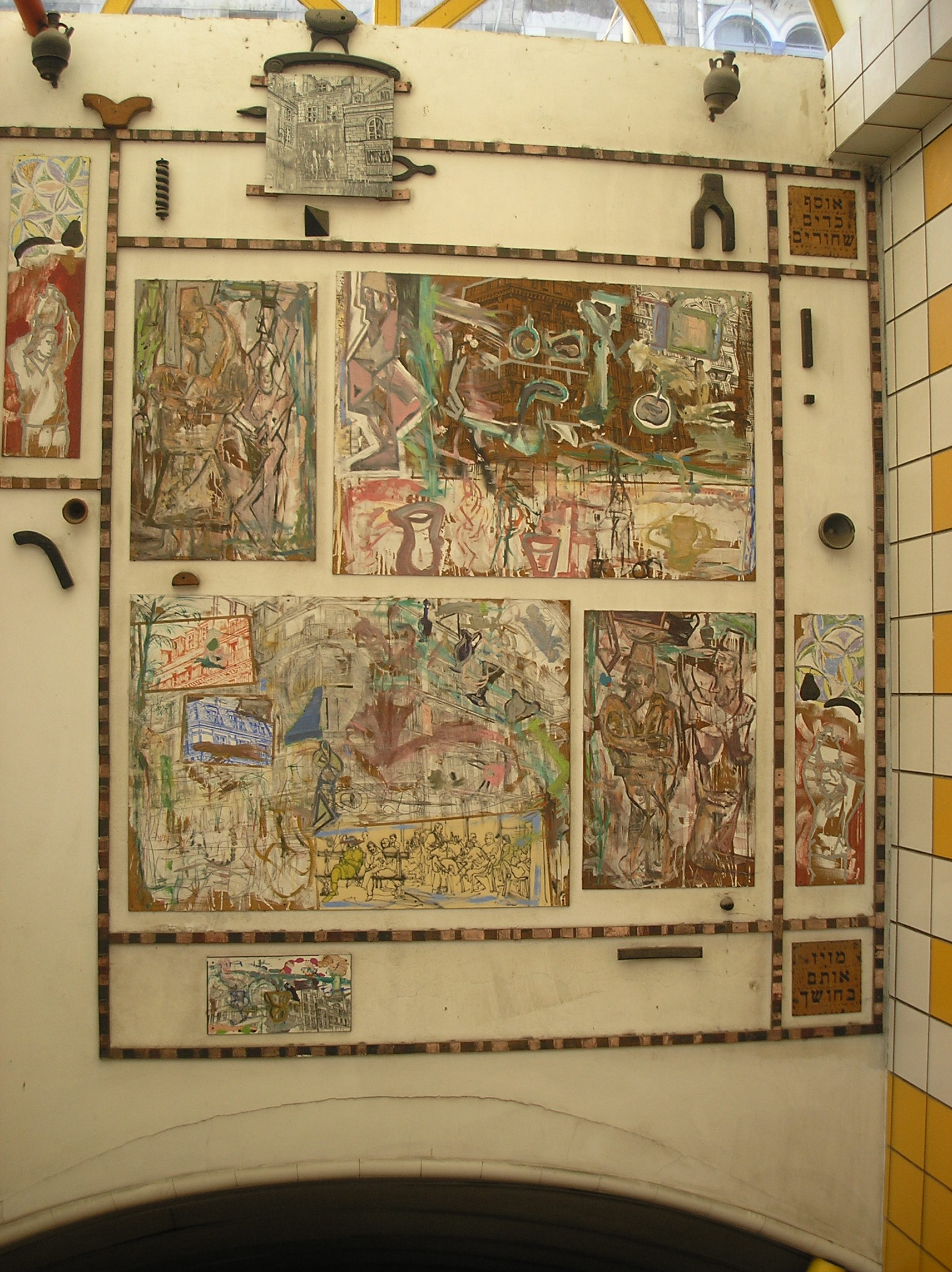
Mural en la entrada de la estación Downtown.
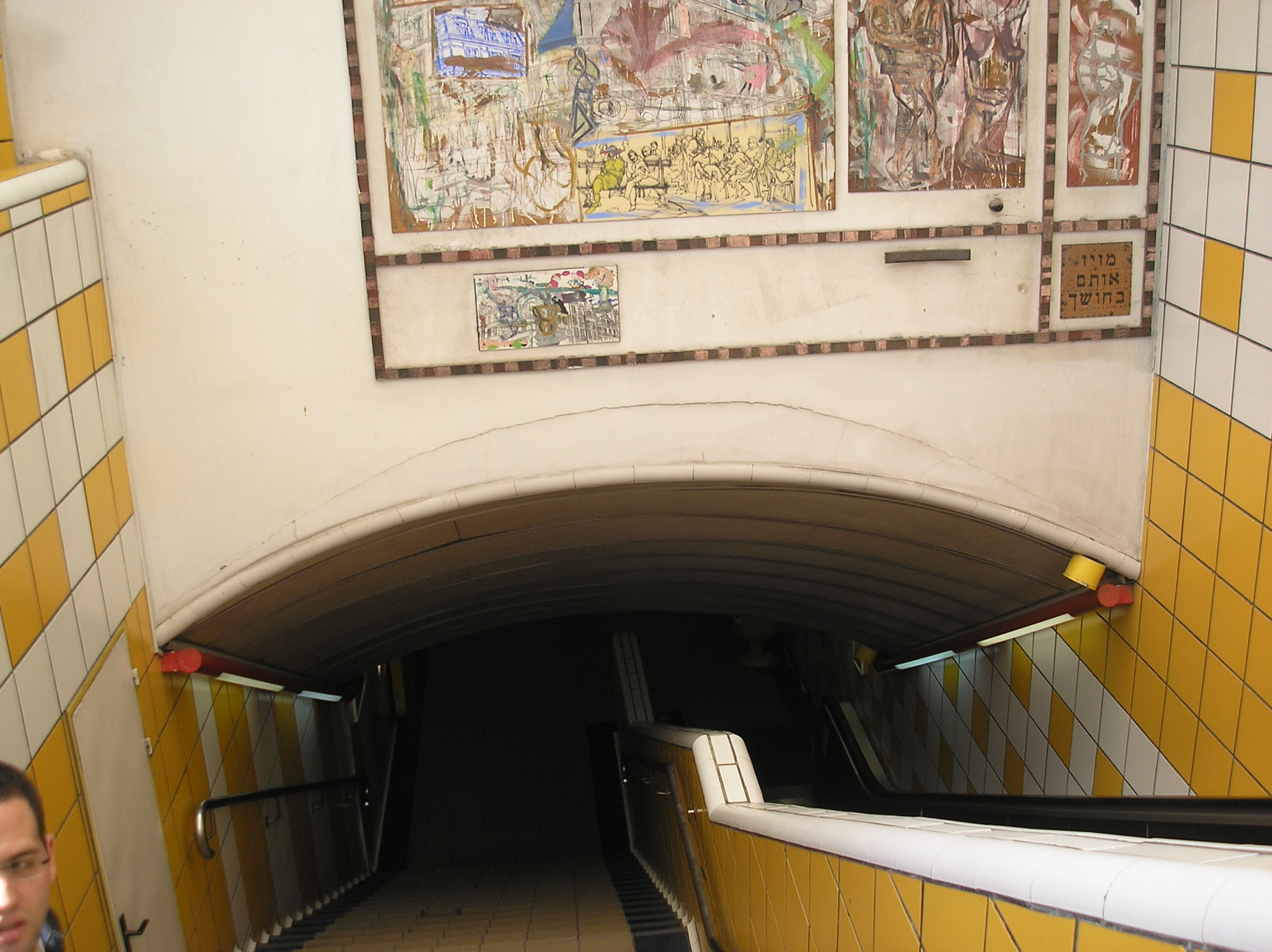
Entrada de la estación Downtown.
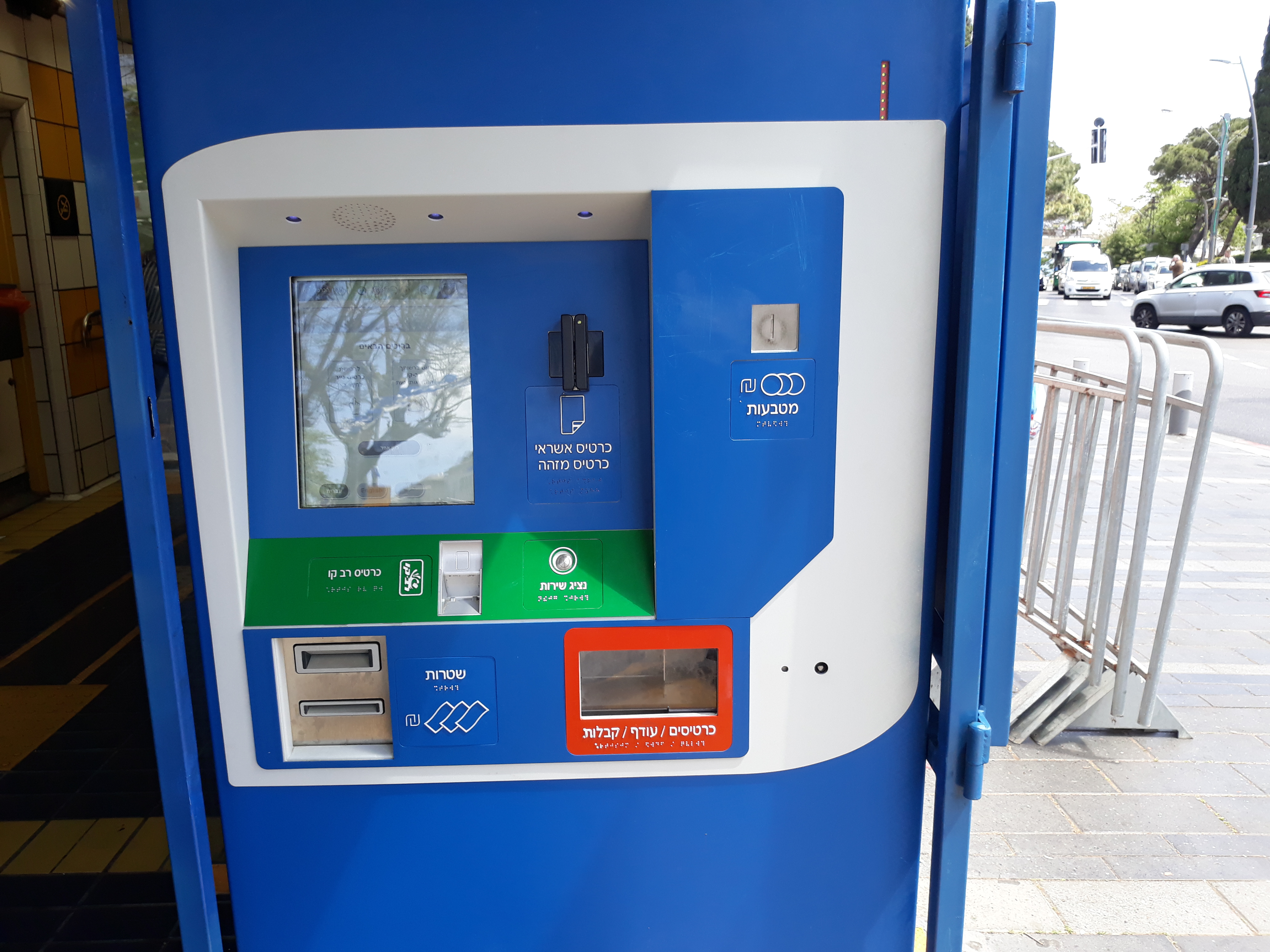
Expendedora de tickets.
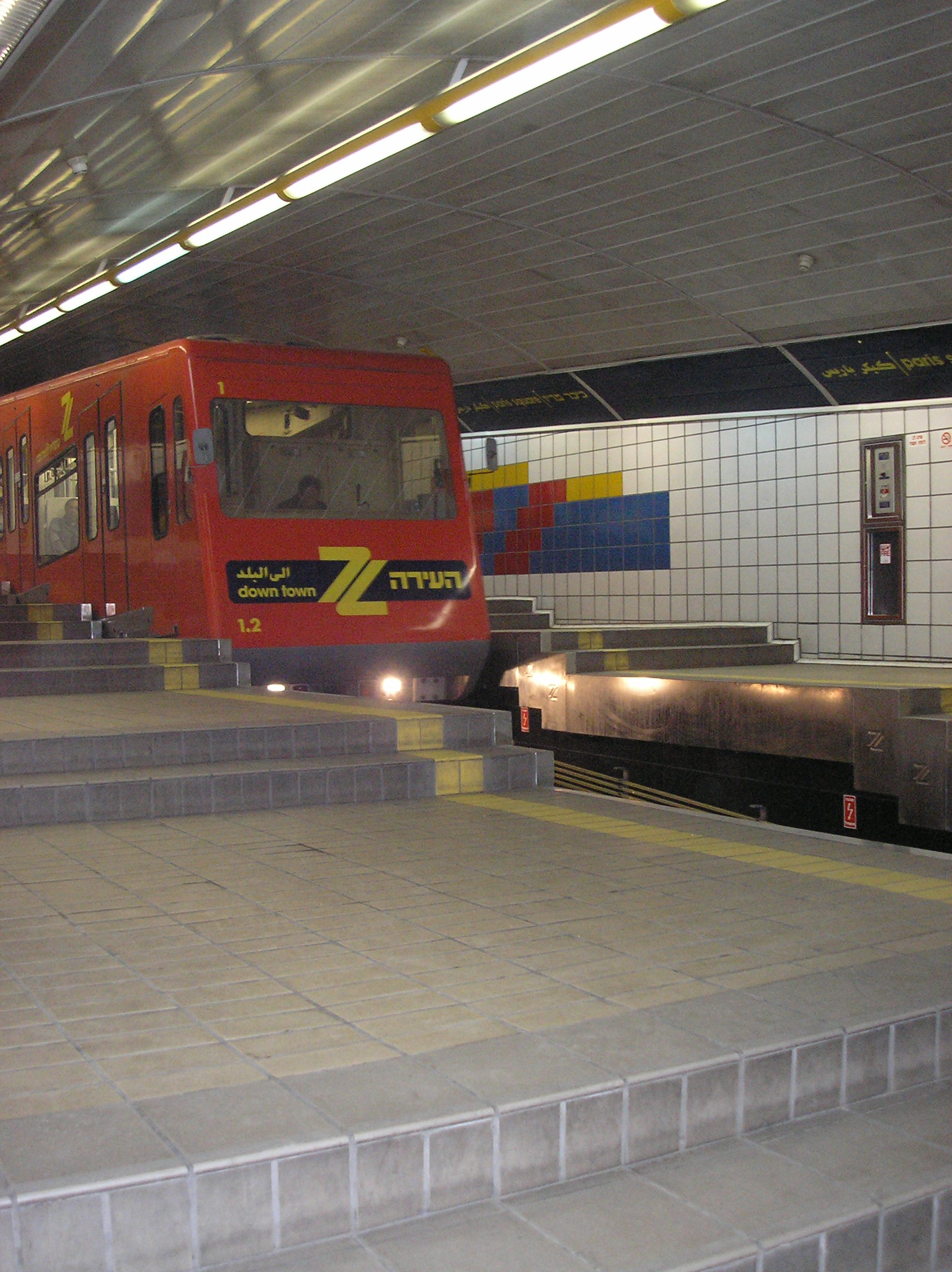
Formación entrando a la estación Downtown.
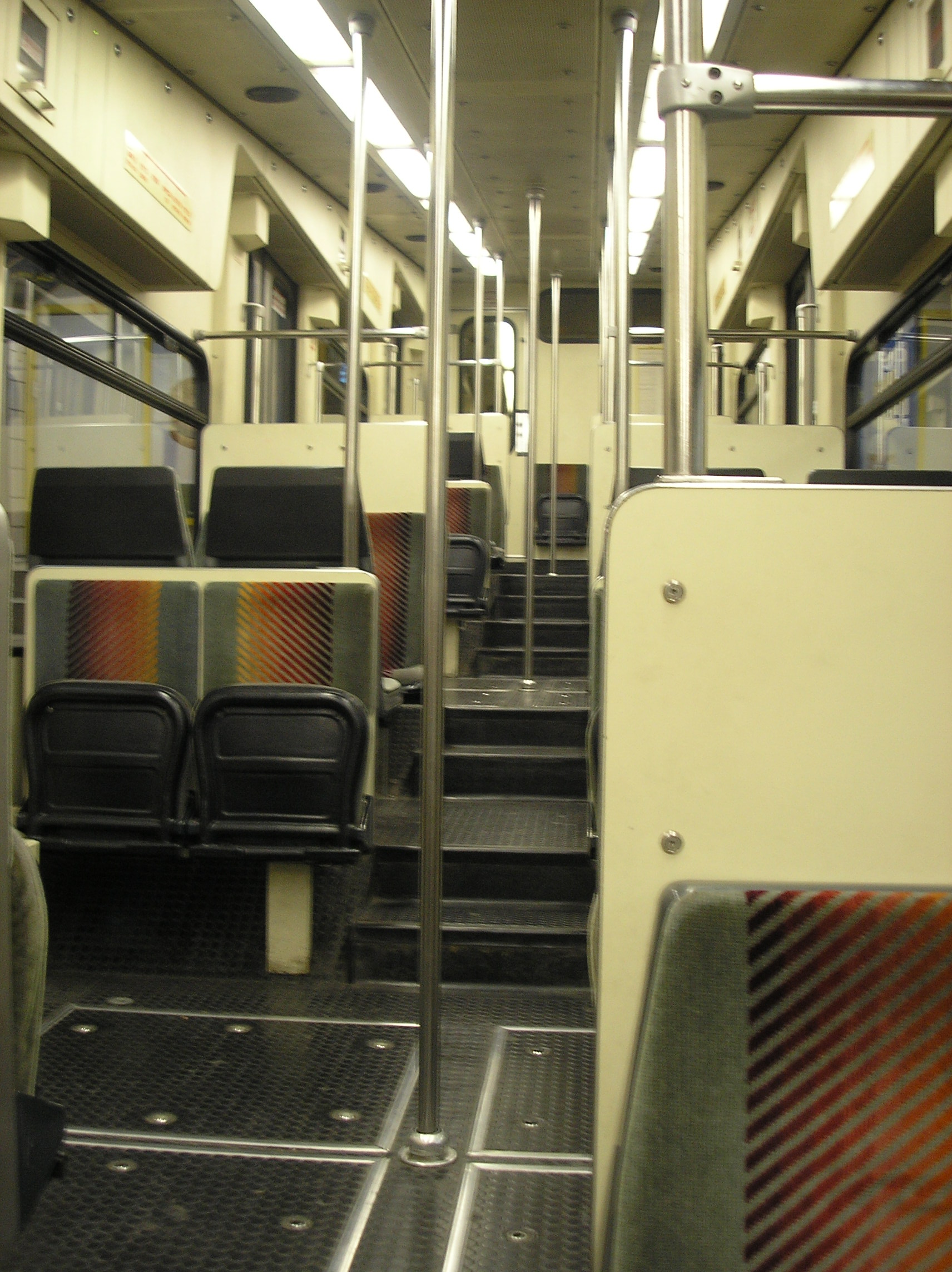
Interior de un vagón.
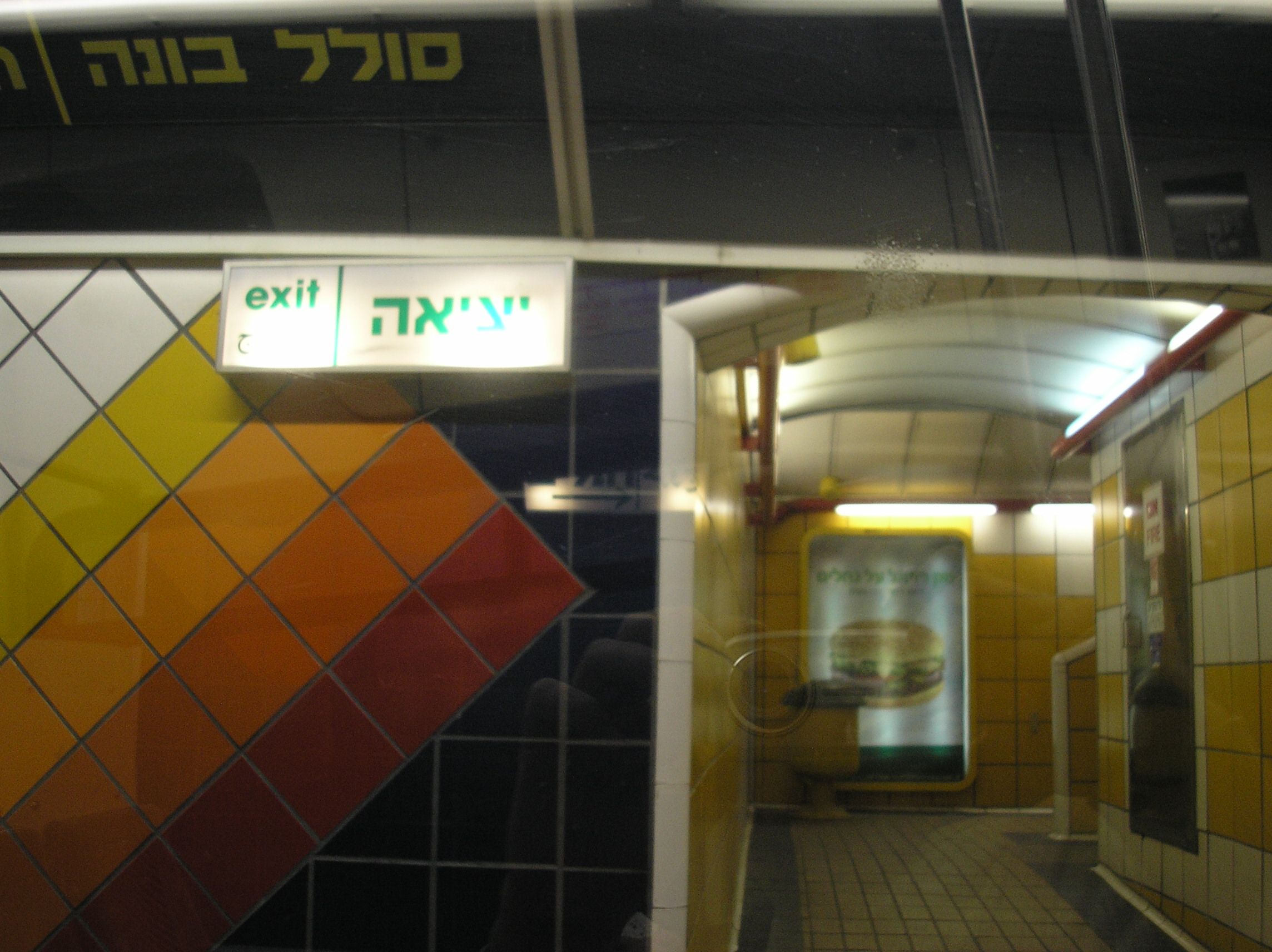
Estación Hadar-City Hall.
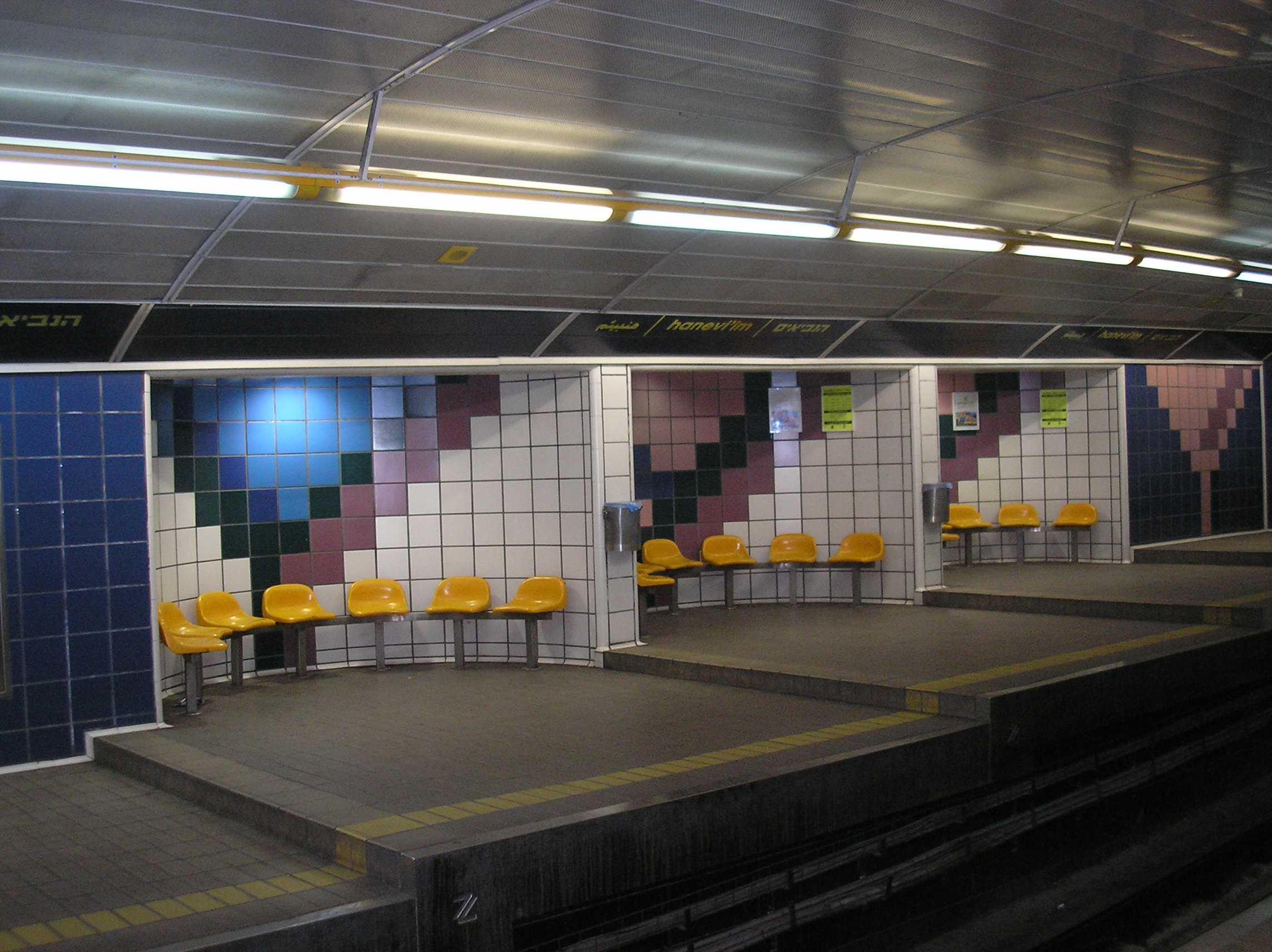
Estación Hanevi'im.
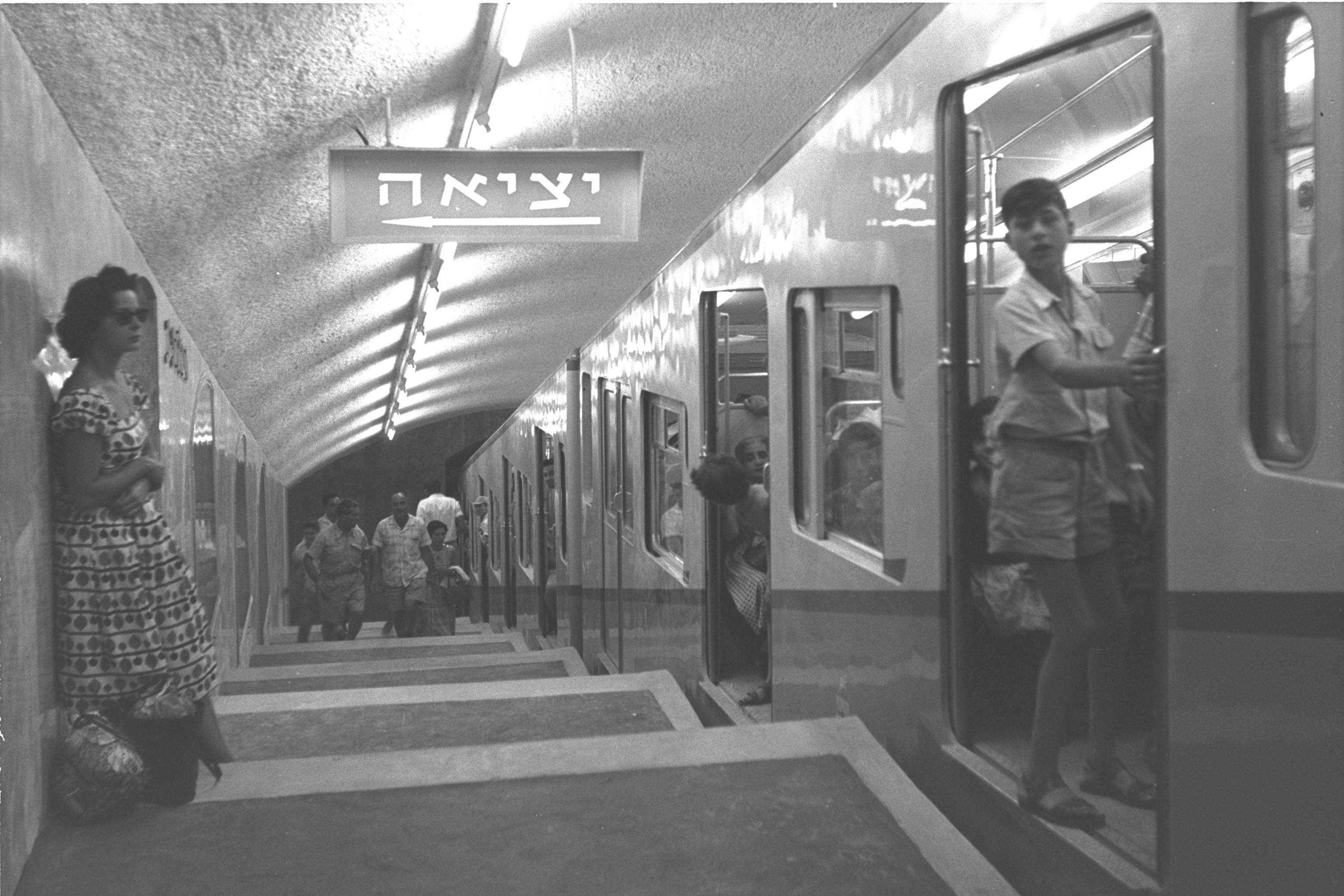
Día de la inauguración del Carmelit en 1959.